# 布団蒸し
布団蒸し（ふとんむし）とは布団に人間を包み、人間の体温により蒸す状態を作り出す行為である。
布団は保温性に優れているため、人間を布団で包み込むと人間の体温で人間の冷却機構が損なわれ、自らが加熱される。それにより発汗した汗で蒸される状態が完成する。
睡眠中に布団を被ったりする状態とは違い、他力的な包囲状態なため、寝返りを打つことも出来ず、蒸された相手は自由度が激減する。そのため場合によっては相手が死ぬこともあるため、一種の危険行為でもある。いじめなどの暴力行為や刑罰・暗殺として行われたり、親が折檻目的で子供を布団蒸しして死なせてしまった例もある。